# Zdeněk Krupka
Zdeněk Krupka (* 29. září 1962) je bývalý český fotbalista, obránce.

## Fotbalová kariéra
V československé lize hrál za TJ Bohemians ČKD Praha. Nastoupil v 1 ligovém utkání. Ve druhé nejvyšší soutěži hrál za TJ Motorlet Praha, TJ SU Teplice a TJ DP Xaverov Horní Počernice.

## Ligová bilance
| Ročník                                   | Zápasy | Góly | Klub                          |
| ---------------------------------------- | ------ | ---- | ----------------------------- |
| 1. československá fotbalová liga 1980/81 | 1      | 0    | TJ Bohemians ČKD Praha        |
| Česká národní fotbalová liga 1983/84     | 19     | 0    | TJ Motorlet Praha             |
| Česká národní fotbalová liga 1984/85     | 8      | 0    | TJ SU Teplice                 |
| Česká národní fotbalová liga 1985/86     | 21     | 1    | TJ SU Teplice                 |
| Česká národní fotbalová liga 1986/87     | 10     | 0    | TJ SU Teplice                 |
| Česká národní fotbalová liga 1987/88     | 10     | 0    | TJ DP Xaverov Horní Počernice |
| Česká národní fotbalová liga 1988/89     | 3      | 0    | TJ DP Xaverov Horní Počernice |
| CELKEM                                   | 1      | 0    |                               |